# Rokicienko (jezioro)
Rokicienko (niem. Klein Rokittner See) – niewielkie, zanikające jezioro na Pojezierzu Poznańskim, w powiecie międzyrzeckim, w gminie Przytoczna.

## Charakterystyka
Jezioro otoczone lasami, leży 1 km na zachód od miejscowości Rokitno. Misa jeziora ma wydłużony kształt, który jest charakterystyczny dla jezior rynnowych. Jest to jezioro bezodpływowe, o zaawansowanym stopniu eutrofizacji, zwierciadło wody w przeważającej części pokryte jest roślinnością wodną, głównie trzcinę pospolitą.